# آنا كرايغ
آنا كرايغ (بالإنجليزية: Anna Craig)‏ هي مغنية ومغنية مؤلفة أمريكية، ولدت في 2 يونيو 1993.